# Lispoides argenticeps
Lispoides argenticeps är en tvåvingeart som beskrevs av Malloch 1934. Lispoides argenticeps ingår i släktet Lispoides och familjen husflugor. Inga underarter finns listade i Catalogue of Life.